# Waterloo, Wisconsin
Waterloo là một thành phố thuộc quận Jefferson, tiểu bang Wisconsin, Hoa Kỳ. Năm 2000, dân số của thành phố này là 3259 người.